# Ghiandone
Le Ghiandone est un torrent de la province de Coni dans la région du Piémont en Italie. C’est le premier affluent d’un certain niveau venant de la gauche  du fleuve Pô.
En amont de Barge, il prend le nom de Torrente Infernotto et baigne la vallée Infernotto; le périmètre de son bassin est de 54 km.

## Parcours

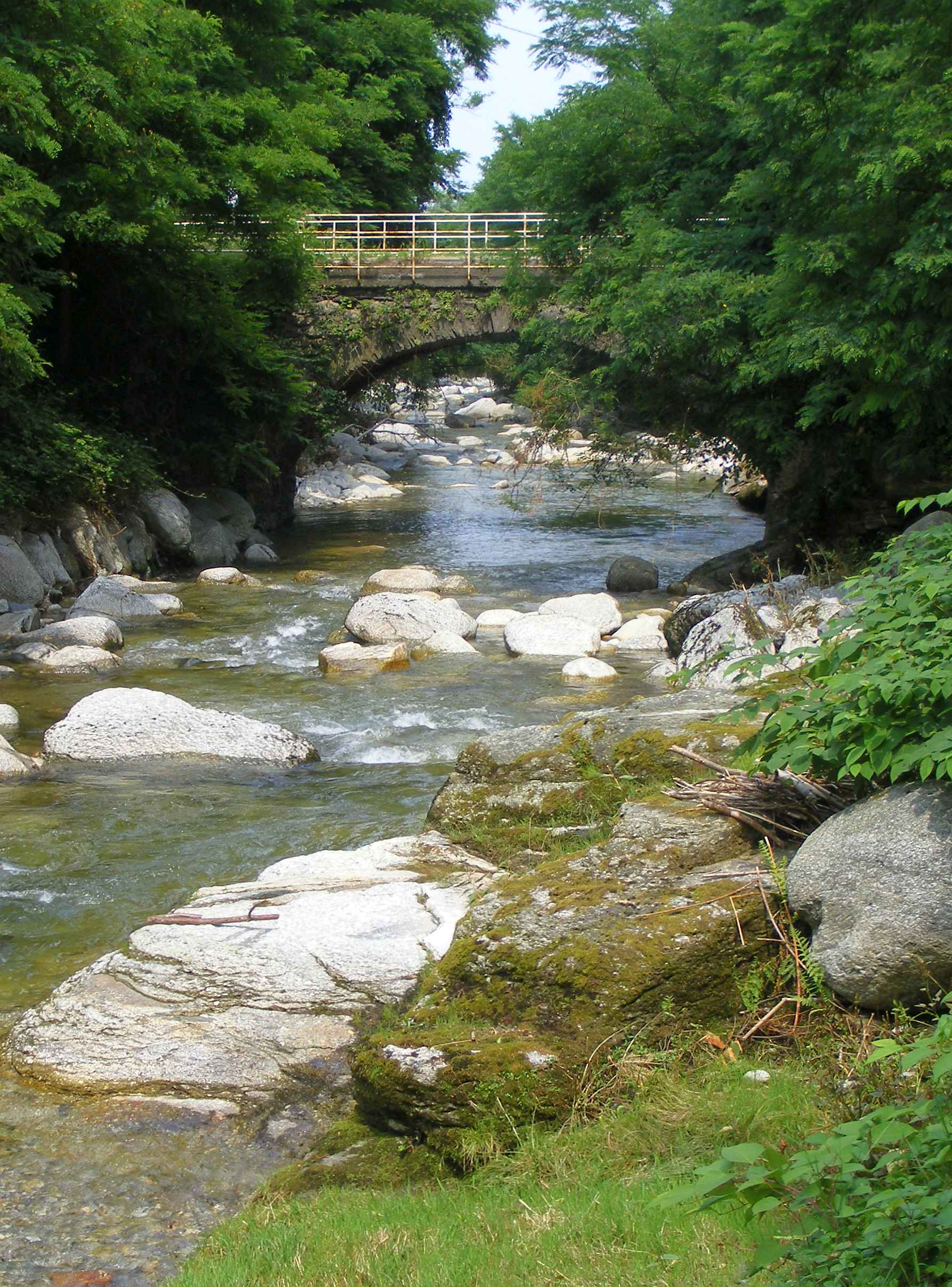
Barge: le pont de la Madonna dlle Combe

Le torrent naît sous le nom de Rio Rocca Nera sur le versant oriental de la Punta Ostanetta, puis en descendant vers l’Est, il prend le nom de Torrente Infernotto et recueille les eaux de la vallée Infernotto. Rejoint le centre de Barge et reçoit à sa droite la confluence du Chiappera et change encore une fois de nom pour celui de Torrente Ghiandone, qu’il conserve jusqu’à sa confluence dans le Pô. Après avoir effleuré les zones septentrionales du mont Bracco, il sort en plaine marquant la séparation, pour un bref tracé, entre la commune de Barge et celles de Envie et Revello.
Peu au Nord de l'abbaye de Staffarda il reçoit, de gauche, le torrent Grana di Bagnolo son principal affluent. Conflue finalement dans le Pô à l’altitude de 260 m, au point de convergence des territoires communaux de Cardè, Revello et Barge.

## Principaux affluents
- De gauche:
  - Grana di Bagnolo: altitude de 1 300 m, près de la station de ski de Montoso (Bagnolo Piemonte), forme une brève vallée vers la plaine. Reçoit à sa gauche les eaux du Rio Rivodolfo
- De droite :
  - Torrent Infernotto, qui reçoit les eaux, venant des pentes nord-occidentales du mont Bracco du Rio Chiappera (336 m) vers Barge:
  - Rio Candellero : recueille les eaux de la zone nord-orientale du mont Bracco, confluant dans le Ghiandone près de Case Moiazzole (272 m).

## État des eaux
Les eaux du Ghiandone, à la confluence avec le Pô, sont d’une qualité relativement élevée et leurs apports améliorent notablement l’état du fleuve, très compromis par la pollution due aux décharges des centres habités du Saluzzese.
Pour sa bonne qualité des eaux, le torrent est riche en poissons, même si ces dernières années la situation s’est aggravée par la présence de lisier porcin et quelques dysfonctionnements de l'épurateur de Barge.

## Sources
- (it) Cet article est partiellement ou en totalité issu de l’article de Wikipédia en italien intitulé « Ghiandone » (voir la liste des auteurs).